# Valley, Alabama
Valley là một thành phố thuộc quận Chambers, tiểu bang Alabama, Hoa Kỳ. Dân số năm 2009 là 9841 người, mật độ đạt 344 người/km².